# 1697 en arts plastiques
| Années des arts plastiques : 1694 - 1695 - 1696 - 1697 - 1698 - 1699 - 1700    |
| Décennies des arts plastiques : 1660 - 1670 - 1680 - 1690 - 1700 - 1710 - 1720 |

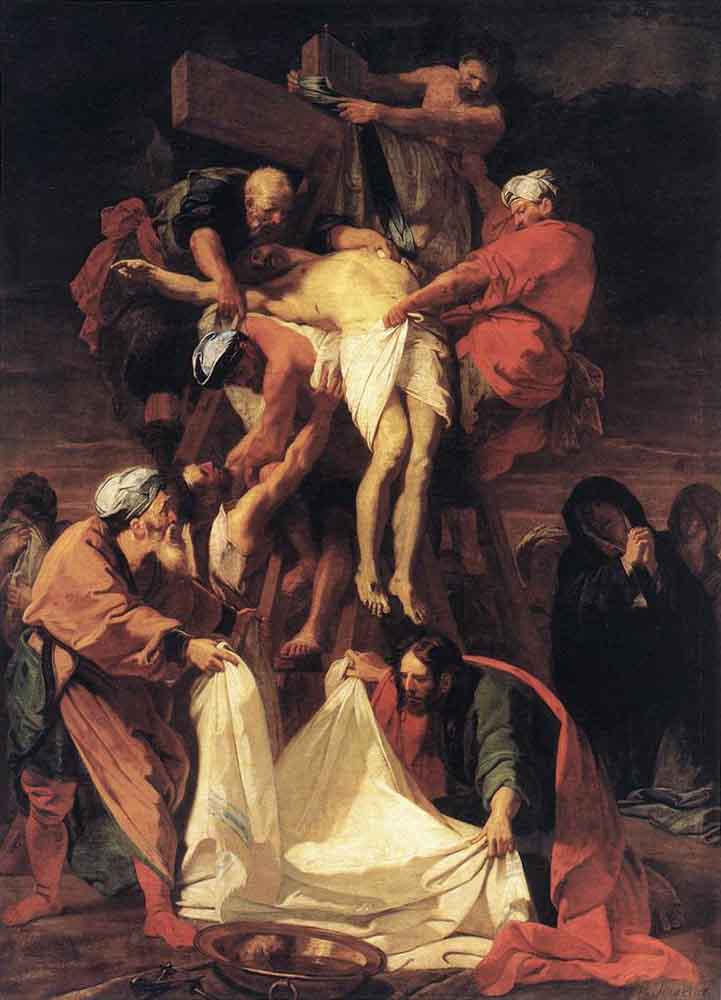
Descente de croix de Jean Jouvenet.

Cette page concerne l'année 1697 en arts plastiques.

## Naissances
- 1er janvier : Antonio Galli da Bibiena, scénographe, architecte, peintre et écrivain italien († 1770),
- 31 juillet : Pietro Paolo Vasta, peintre italien († 28 novembre 1760),
- 18 octobre : Giovanni Antonio Canal dit Canaletto, peintre et graveur italien († 19 avril 1768),
- 3 novembre : Philippe Sauvan, peintre français († 8 janvier 1792),
- 10 novembre : William Hogarth, peintre et graveur anglais († 26 octobre 1764),
- ?  :
  - Paolo Anesi, peintre baroque italien de la période rococo  († 1773),
  - Michele Pagano, peintre italien de la fin de l'époque baroque († 1732).

## Décès
- 1er janvier : Philippe Baldinucci, historien de l'art, peintre et biographe italien (° 1624),
- 1er avril : Jan de Bray, peintre portraitiste néerlandais (° vers 1627),
- 4 avril : Giovanni Andrea Carlone, peintre italien (° 16 mai 1639),
- 11 juin : Abraham Begeyn, peintre néerlandais (° vers 1637),
- ? :
  - Pieter van der Banck, graveur français (° 1649),
  - Mei Qing, peintre chinois (° 1623).